# Superkala
Superkala è il primo album del gruppo statunitense Course of Nature, pubblicato il 26 febbraio 2002 dalla Atlantic Records.
il brano Wall of Shame è presente nel videogioco della EA Games Need for Speed:Hot Pursuit 2.

## Tracce
1. Wall of Shame
2. Caught in the Sun
3. Difference of Opinion
4. Someone Else to You
5. Remain
6. Gain
7. 1000 Times
8. Could I've Been
9. Better Part of Me
10. After the Fall